# Ancistrocerus melanurus
Ancistrocerus melanurus är en stekelart som beskrevs av Morawitz 1889. Ancistrocerus melanurus ingår i släktet murargetingar, och familjen Eumenidae. Inga underarter finns listade i Catalogue of Life.